# 黄芝岗
黄芝岗（1895年—1971年6月），原名德修，又名衍仁、素、伯钧，男，湖南长沙人，中国戏曲研究家，中国民间文艺研究会理事。著有《中国的水神》、《汤显祖编年评传》等。